# Xã Folden, Quận Otter Tail, Minnesota
Xã Folden (tiếng Anh: Folden Township) là một xã thuộc quận Otter Tail, tiểu bang Minnesota, Hoa Kỳ. Năm 2010, dân số của xã này là 299 người.